# Miro Media Player
Der Miro Media Player (früher DTV oder Democracy Player) ist ein von der Participatory Culture Foundation entwickeltes, freies P2PTV-Programm. Es kann automatisch Videos von abonnierten Kanälen herunterladen und funktioniert so als Video-Podcast-Leser. Der Miro Media Player läuft auf verschiedenen Plattformen (z. B. auf Mac, Windows, GNU/Linux), ist freie Software und verwendet einen Feedreader und einen BitTorrent-Client auf Basis von libtorrent. Zum Abspielen der Medien-Dateien unter Windows und GNU/Linux verwendet er VLC oder xine, wobei unter GNU/Linux zusätzlich GStreamer möglich ist. Unter Mac OS X wird hingegen QuickTime verwendet. Programmiert wurde Miro primär in Python.
Miro erlaubt die Suche nach Videos von neun Video-Portalen. Die Treffer der Suche werden als Liste mit je einem Bild und einer ein- bis fünfzeiligen Beschreibung angezeigt und können auf Wunsch zum Herunterladen angeklickt werden. Bei relevanten Treffern mit trennscharfen Suchbegriff-Kombinationen lässt sich eine solche Suche als Kanal („Channel“) speichern, sodass neue Videos, die sich in der Zukunft bei den gegebenen Suchbegriffen ergeben, wie bei jedem „echten TV-Kanal“ automatisch oder manuell bezogen werden können, ohne die Suche erneut und mit den alten Treffern auszuführen.
Im Miro Guide sind 7441 freie Kanäle (Stand Oktober 2009) in verschiedenen Kategorien aufgelistet.
Miro bietet als eines von wenigen Abspielprogrammen die Möglichkeit, Podcasts über das BitTorrent-Verfahren herunterzuladen.
Mit Version 4.0 bietet Miro neben einer überarbeiteten Oberfläche auch die Integration des amazon MP3 Store und Google Play Store.

## Malware
Miro installiert Malware ohne Erlaubnis. Die Entwickler geben zu, sich damit zu finanzieren: "This is one of the primary ways we fund continued Miro development."